# Wola Będkowska (gromada)
Wola Będkowska – dawna gromada (najmniejsza jednostka podziału terytorialnego Polskiej Rzeczypospolitej Ludowej w latach 1954–72) z siedzibą GRN w Woli Będkowskiej.
Gromady, z gromadzkimi radami narodowymi (GRN) jako organami władzy najniższego stopnia na wsi, funkcjonowały od reformy reorganizującej administrację wiejską przeprowadzonej jesienią 1954 do momentu ich zniesienia z dniem 1 stycznia 1973, tym samym wypierając organizację gminną w latach 1954–1972.
Gromadę Wola Będkowska siedzibą GRN w Woli Będkowskiej utworzono – jako jedną z 8759 gromad na obszarze Polski – w powiecie sieradzkim w woj. łódzkim, na mocy uchwały nr 38/54 WRN w Łodzi z dnia 4 października 1954. W skład jednostki weszły obszary dotychczasowych gromad Wola Będkowska, Będków i Świerki ze zniesionej gminy Barczew oraz obszary dotychczasowych gromad Prażmów i Redzeń II ze zniesionej gminy Burzenin w tymże powiecie. Dla gromady ustalono 10 członków gromadzkiej rady narodowej.
Gromadę zniesiono 1 stycznia 1958, a jej obszar włączono do gromad: Burzenin (kolonia Działy, kolonia Ługi, wieś Prażmów, parcelacja Prażmów, wieś Redzeń II i kolonia Krępica) i Barczew (kolonia Brzeziny, parcelacja Chojny, wieś Wola Będkowska, kolonia Wola Będkowska, parcelacja Wola Będkowska, wieś Będków, parcelacja Będków, wieś Świerk i wieś Sęki).